# Blistahällen

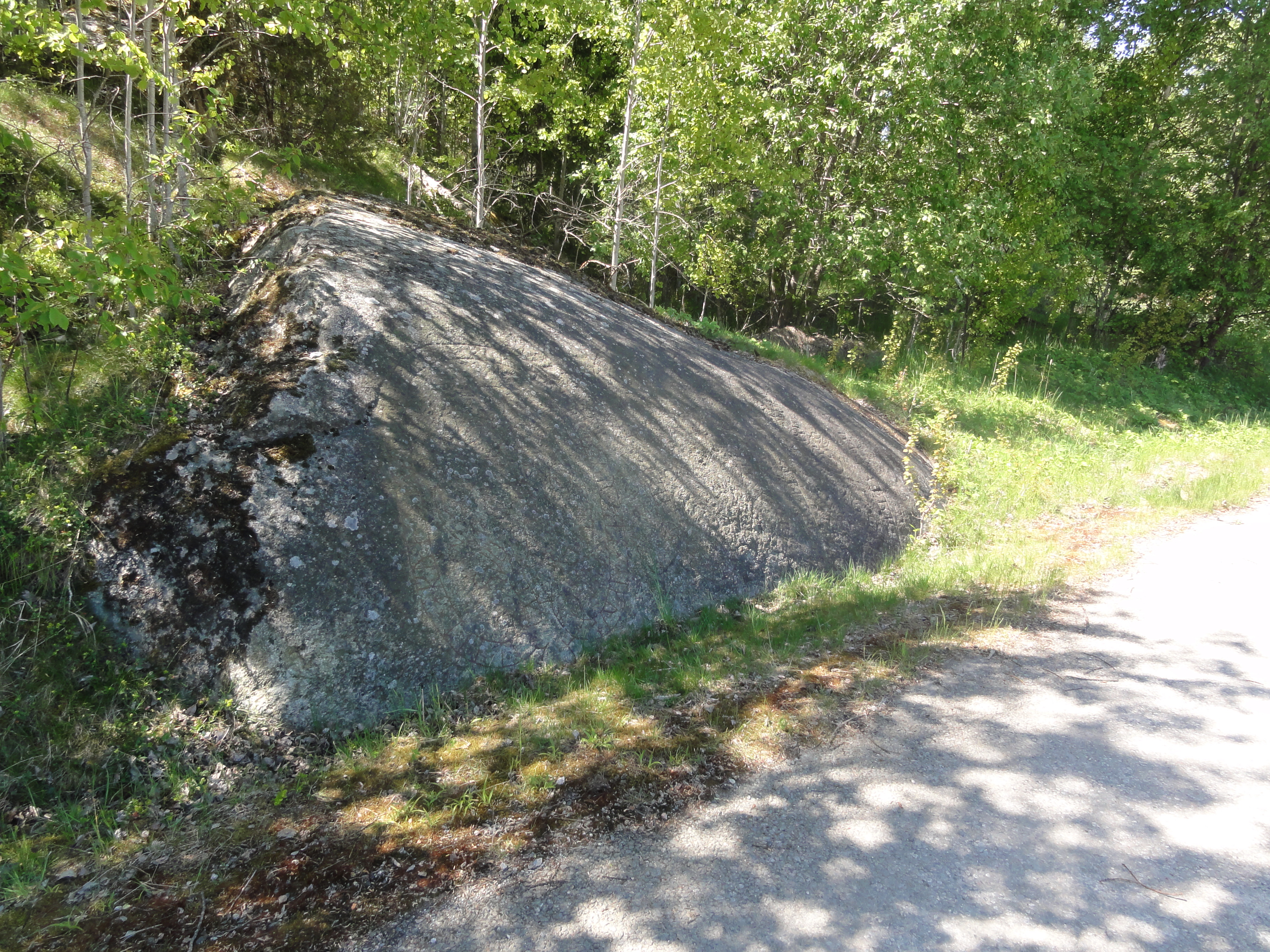
Blistahällens runristade bergvägg.

Blistahällen är en runristad bergvägg utmed gamla landsvägen mellan Blista och Sjövik i Sorunda socken, Sotholms härad på Södertörn i Södermanland. De tre ristningarna på hällen, Sö 219, Sö 220 och Sö 221, är skapade av runristaren vid namnet Hägvid.